# Subersach
Die Subersach ist ein 27 Kilometer langer, südwestlicher und rechter  Zufluss der Bregenzer Ach, der im Großraum Bregenzerwald im österreichischen Bundesland Vorarlberg verläuft. Ihr Tal ist das Subersachtal. 

## Etymologie
Der Begriff Subersach setzt sich aus den Bestandteilen suber und Ach zusammen. Als Ach wird im süddeutschen Sprachraum ein breites Gewässer mit regelmäßiger Wasserführung und deutlichem Gefälle bezeichnet. suber ist im örtlichen, Bregenzerwälder Dialekt der Ausdruck für sauber. Demnach heißt Subersach einfach sauberer Fluss. Tatsächlich führt die Subersach augenscheinlich besonders klares Wasser. Der Sprachwissenschaftler Albrecht Greule hingegen vermutet, dass sich hinter dem Namen das urkeltische Verb *suṷ- „drehen, winden“ verbirgt und im Althochdeutschen eingedeutet wurde.

## Geographie

### Verlauf

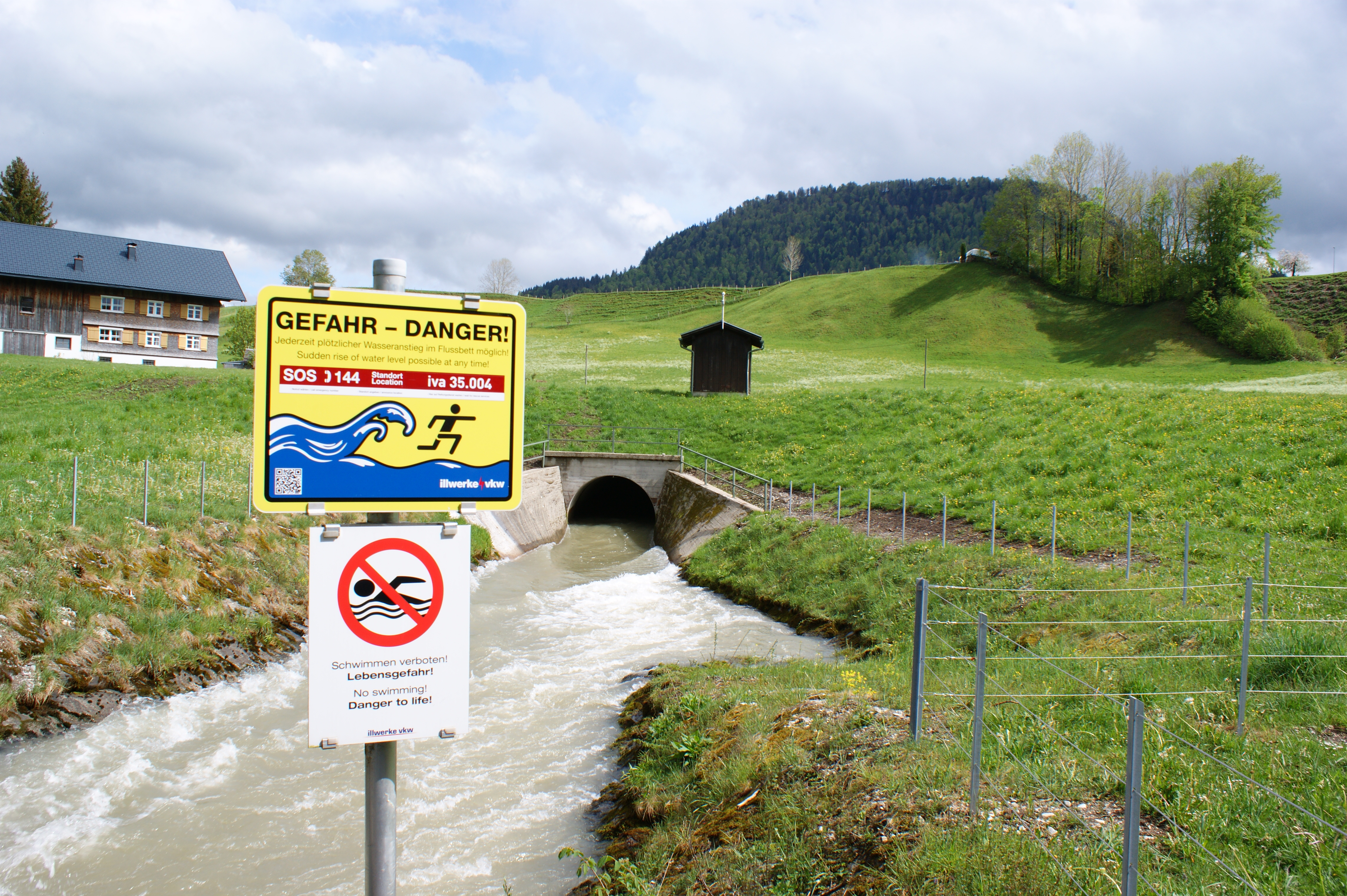
Ableitung durch den Hittisbergstollen

Die Subersach entspringt  auf 1700 m ü. A. südwestlich des Hählekopfs. Ihr Lauf ist stark gekrümmt und gleicht einem Bogen. Sie gibt über den Hittisbergstollen einen Teil des Wassers an den Stausee Bolgenach ab. Unterhalb von Egg mündet sie auf einer Höhe von etwa 501 m ü. A. von rechts in die Bregenzer Ach.

### Zuflüsse
Von der Quelle zur Mündung. Namen und Längen (gerundet auf eine Nachkommastelle) nach dem  Vorarlberg Atlas
- Krüzbach (links), 1,9 km
- Spichergraben (links), 1,3 km
- Jakobsgraben (links), 1,4 km
- Brentawinergraben (rechts), 1,1 km
- Kirchengraben (links), 1,3 km
- Leackgraben (links), 1,4 km
- Fellebach (rechts), 3,1 km
- Schinderbächle (links), 1,3 km
- Laubisbach (rechts), 4,7 km
- Schönenbach (Osterguntenbach) (links), 7,4 km
- Goldbächle (rechts), 0,8 km
- Zementgraben (rechts), 0,5 km
- Wasserstubengraben (rechts), 0,2 km
- Geißsteggraben (rechts), 0,4 km
- Rauchschwendegraben (rechts), 0,7 km
- Iferalpgraben (rechts), 0,6 km
- Auenalpgraben (links), 0,9 km
- Engegraben (links), 4,7 km
- Osterguntenbach (links), 1,1 km
- Leugehrergraben (links), 1,8 km
- Schönebacherbach (rechts), 1,4 km
- Hinterstellergraben (links), 1,2 km
- Vorderstellergraben (links), 1,4 km
- Rubach (Achbach) (rechts), 10,6 km
- Wolflochgraben (links), 0,9 km
- Tobelbach (rechts), 2,3 km
- Nestgraben (rechts), 2,2 km
- Wiesalegraben (rechts), 1,6 km
- Nattersberggraben (links), 1,5 km
- Kolbgraben (rechts), 1,2 km
- Mähmoosgraben (rechts), 0,7 km
- Krieneggbach (rechts), 1,0 km
- Dürslöchletobelbach (rechts), 0,8 km
- Wüstegraben (Kopachgraben) (links), 4,9 km
- Hinterbergbach (rechts), 1,0 km
- Rötebach (links), 0,2 km
- Hinterbergbach  (rechts), 1,1 km
- Roßschwendegraben (links), 1,9 km
- Glöittobel(bach) (rechts), 0,5 km
- Heuwachsbach (rechts), 0,2 km
- Hilleregraben (links), 1,7 km
- Klupptobel(bach) (rechts), 0,5 km
- Käseregraben (links), 1,5 km
- Käserehölzelegraben (links), 1,3 km
- Farnholztobelbach (rechts), 0,6 km
- Steinpisgraben Süd (rechts), 0,3 km
- Steinpisgraben Nord (rechts), 0,4 km
- Kägersbach (rechts), 2,0 km
- Stangstattgraben (links), 0,8 km
- Hirtobelbach (rechts), 0,7 km
- Altweggraben (links), 0,3 km
- Töblergraben (links), 0,7 km
- Luggentobelbach (links), 0,1 km
- Raingraben (links), 0,5 km
- Scheidbach (rechts), 1,2 km
- Bühlertobelbach (rechts), 0,6 km
- Brennhüttengraben (links), 0,9 km
- Kohlplatzgraben (links), 0,5 km
- Farnachgraben (Gislagraben) (links), 2,2 km
- Elsengraben (rechts), 1,2 km
- Stockergraben (links), 1,2 km
- Hasengraben (links), 0,6 km
- Dorfbach Lingenau (rechts), 2,2 km

## Brücken
Einige markante Brücken überqueren das Tal der Subersach zwischen Lingenau und Egg-Großdorf: Die alte Gschwendtobelbrücke ist eine Holzbrücke aus dem 19. Jahrhundert; an anderer Stelle gibt es seit 1901 für Fußgänger einen Drahtsteg über das Flüsschen und seit 1982 überquert die neue Gschwendtobelbrücke ebenfalls zwischen diesen beiden Orten. Kurz vor der Einmündung in die Bregenzer Ach überquerte ferner bis 1980 die Bregenzerwaldbahn das Gewässer. 

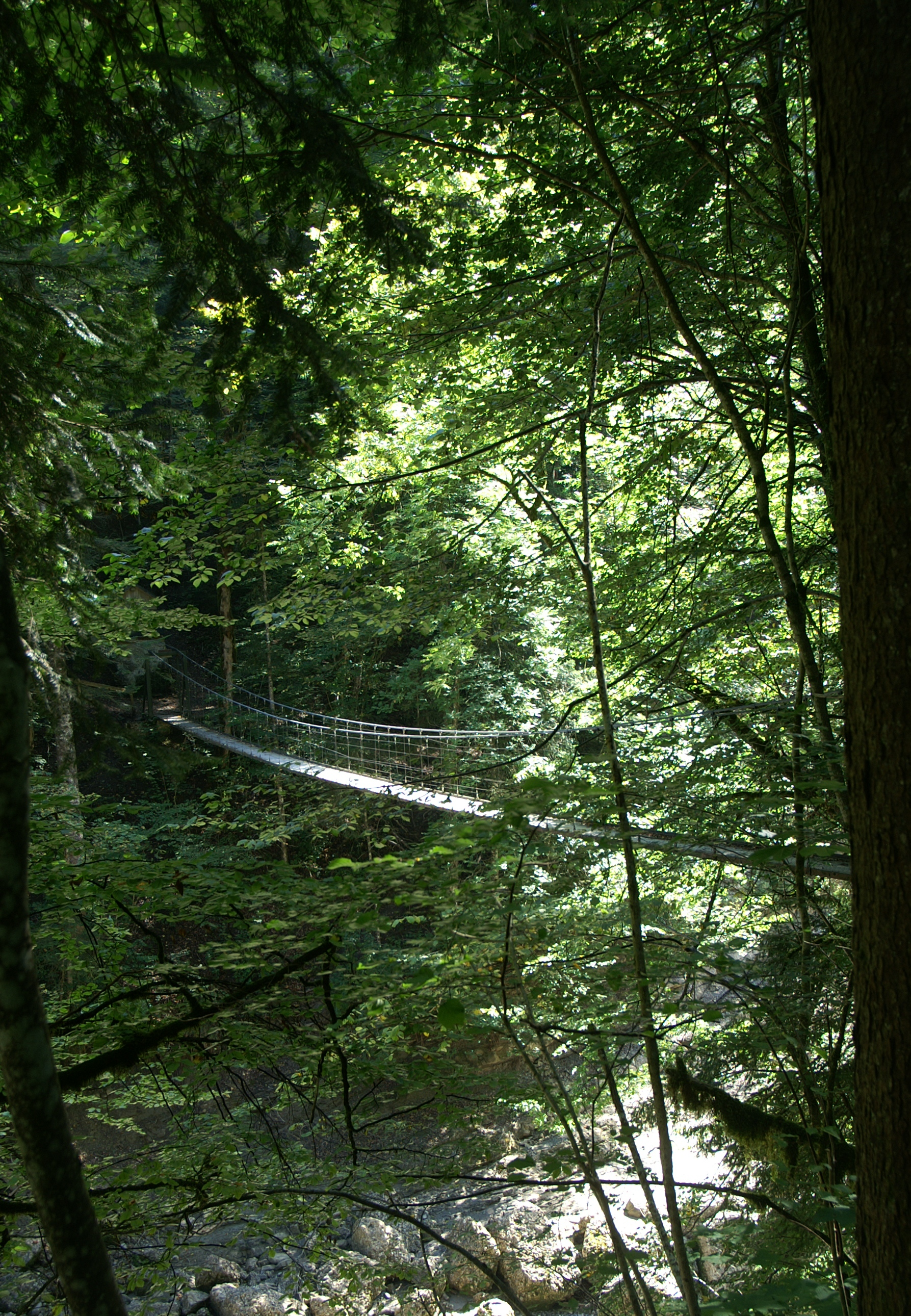
Drahtsteg über die Subersach von Lingenau nach Egg-Großdorf
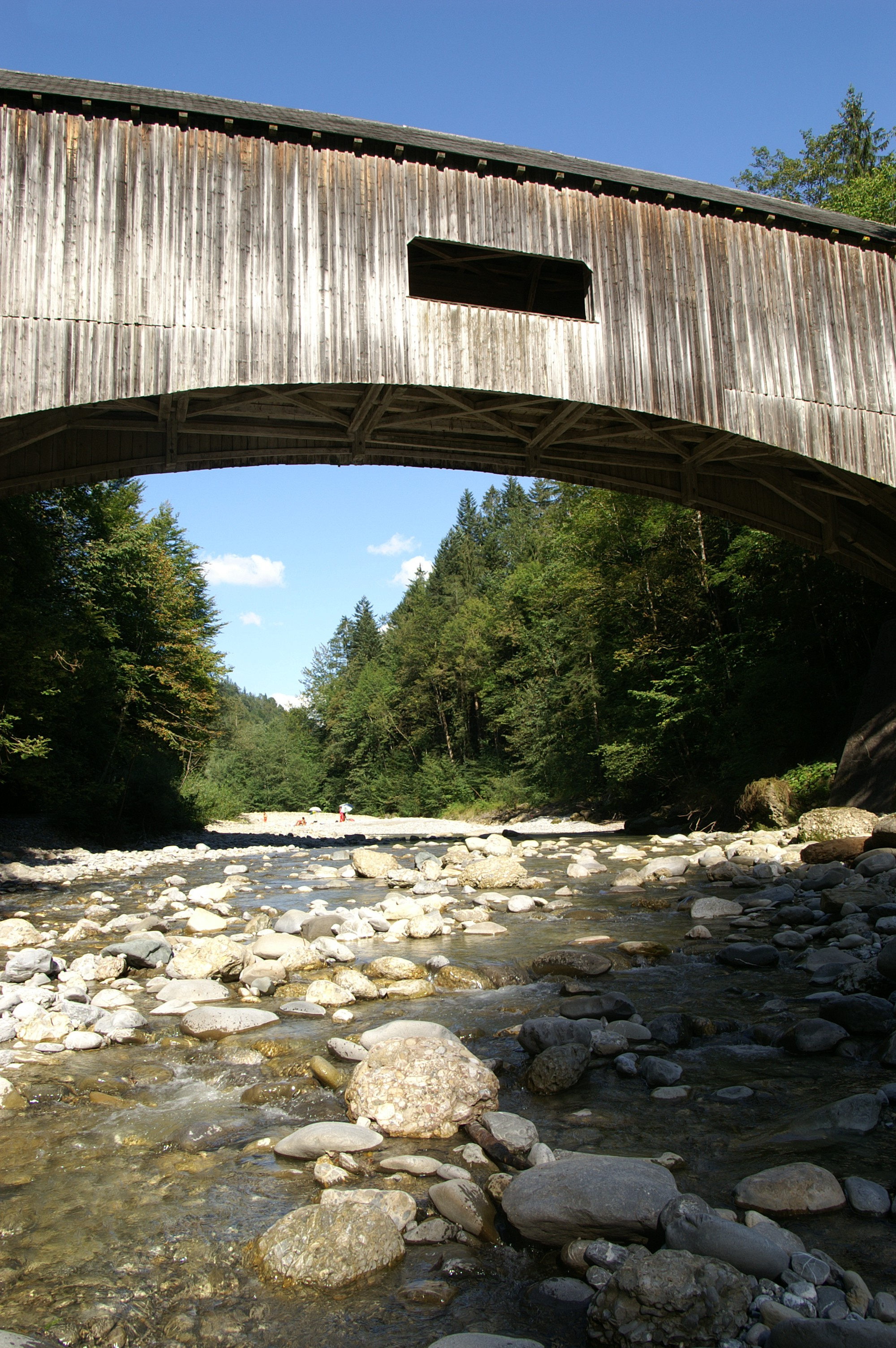
Gschwendtobelbrücke von Lingenau nach Egg-Großdorf

## Sage
Nach einer Sage soll das Tal der Subersach am Ende des Dreißigjährigen Krieges Schauplatz der Weiberschlacht an der Roten Egg gewesen sein, in der sich die Frauen der in den Krieg gezogenen Männer den von Norden heranrückenden Schweden entgegenstellten. Sie überraschten die Fußsoldaten mit primitiven Waffen und landwirtschaftlichen Geräten und verwirrten sie mit weißen Gewändern, so dass die Angreifer sie für Geister hielten und ihr Vorhaben, den mittleren Bregenzerwald zu erobern, Hals über Kopf aufgaben.